# Lejon- och solorden

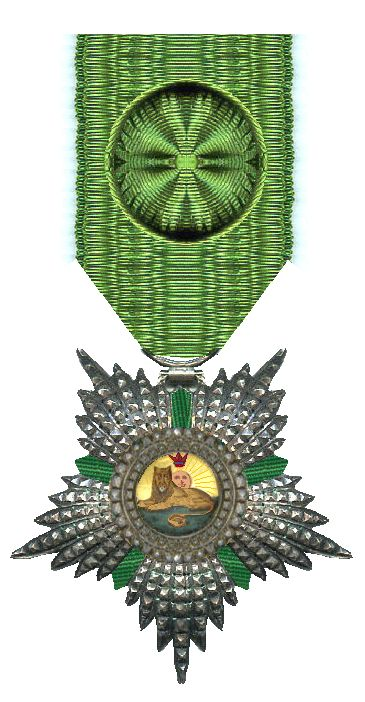
Lejon- och solorden.

Lejon- och solorden, Nishan-i-Homayoun, är en orden instiftad 1808 av Fat′h-Ali Shah av Qajardynastin för att hedra utländska tjänstemän (senare utökad till perser) som hade gjort framstående tjänster till Persien. År 1925, under Pahlavidynastin, fortsatte den som Homayounorden med nya insignier, men baserad på nationalsymbolen lejonet och solen. Detta motiv har använts i århundraden av de härskarna av Persien, som formellt antogs under Mohammad Shah.
Orden var överordnad Kronorden och utgavs ut i fem olika grader.

## Utländska mottagare
Generalmajor Sir John Malcolm var den första utländska mottagaren 1810. Övriga utländska mottagare inkluderar:
- Richard Colley (Wellesley), 1:e markis Wellesley (1811)
- Sir Gore Ouseley (1770–1844), brittisk ambassadör i Persien och orientalisk forskare (1812)
- Generalmajor Sir Henry Lindsay Bethune (1787–1851), befälhavare av persiska infanteriregementen (1816)
- General Aleksej Petrovitj Jermolov (1777—1861), ryske ambassadören till Persien 1817 (1817)
- Sir Robert Ker Porter (1777–1842), konstnär och diplomat (1819)
- Charles Maurice de Talleyrand (1821)
- Överstelöjtnant Sir Henry Willock, brittiskt sändebud till Persien 1815-1826 (1826)
- Fältmarskalk Ivan Paskevitj (1782–1856) (1828)
- Överstelöjtnant Sir John Kinnear Macdonald, brittiskt sändebud till Persien 1826-1830 (1828)
- Abbasqulu ağa Bakıxanov Qüdsi, en azerbajdzjansk författare, historiker, journalist, lingvist, poet och filosof (1829)
- Aleksandr Gribojedov (1795-1829), diplomat och dramatiker, ryskt sändebud till Persien 1829 (1829)
- Sir John McNeill, brittiskt sändebud till Persien 1836-1842 (1833)
- Sir Mancherjee Merwanjee Bhownagree, Knight Commander av Brittiska Imperieorden
- Sir George Hayter (1792–1871), brittiskt porträttmålare
- Armand Trousseau
- Marskalk François Achille Bazaine (1811–1888), marskalk av Frankrike
- Seth Apcar
- Eric Hermelin 1860-1944), översättare, friherre
- Sir Albert Abdullah David Sassoon (1889)
- General Sir Albert Houtum-Schindler
- Karl Georg Graf Huyn (1909)
- Edward Browne (1922)
- Generalmajor  Sir Frederick Sykes
- Överste Boris Möller, svensk militär, chef för andra gendarmeriregementet 1914-1915[1]
- Överstelöjtnant Gösta von Feilitzen, vid Shahens av Iran statsbesök i Stockholm, maj 1960.
- Kapten Nils Ångman, Persiska gendarmeriet, chef för 1:a regementets kavallleri (Teheran) samt chef för 3:e regementets kavalleri o. artilleri (Shiraz)